# Baopana
Baopana is een bestuurslaag in het regentschap Lembata van de provincie Oost-Nusa Tenggara, Indonesië. Baopana telt 660 inwoners (volkstelling 2010).